# Kudaile
Kudaile is een bestuurslaag in het regentschap Tegal van de provincie Midden-Java, Indonesië. Kudaile telt 7815 inwoners (volkstelling 2010).